# Turnee WTA Premier
Turneele WTA Premier reprezintă o categorie de turnee de tenis WTA jucate între 2009 și 2020. La rândul său, această categorie a fost împărțită în trei subcategorii:
- Patru turnee „Premier Mandatory” la Indian Wells, Miami, Madrid și Beijing cu premii în bani de 4,5 milioane $ și 1000 puncte WTA.
- Cinci turnee „Premier 5” la Doha, Roma, Cincinnati, Toronto/Montreal și Wuhan cu premii în bani de 2 milioane $ și 900 puncte WTA.
- Douăsprezece turnee „Premier” cu premii în bani de 600.000 $ - 1.000000 $ și 470 puncte WTA.

Începând din 2021, turneele „Premier Mandatory” și „Premier 5” au fuzionat pentru a fi numite WTA 1000, iar turneele „Premier” au început să fie numite WTA 500.

## Turnee
| Legendă           |
| ----------------- |
| Premier Mandatory |
| Premier 5         |
| Premier           |

| Turneu         | Cunoscut oficial sub numele de   | Oraș               | Țară                  | Suprafață | Premiu bani ($US) | Actuala campioană la simplu |
| -------------- | -------------------------------- | ------------------ | --------------------- | --------- | ----------------- | --------------------------- |
| Brisbane       | Brisbane International           | Brisbane           | Australia             | Dură      | 1.000.000         | Karolína Plíšková (2021)    |
| Adelaide       | Adelaide International           | Adelaide           | Australia             | Dură      | 535.000           | Iga Świątek (2021)          |
| St. Petersburg | St. Petersburg Ladies' Trophy    | Sankt Petersburg   | Rusia                 | Dură      | 823.000           | Daria Kasatkina (2021)      |
| Dubai          | Dubai Tennis Championships       | Dubai              | Emiratele Arabe Unite | Dură      | 2.828.000         | Garbiñe Muguruza (2021)     |
| Doha           | Qatar Total Open                 | Doha               | Qatar                 | Dură      | 565.000           | Petra Kvitová (2021)        |
| Indian Wells   | BNP Paribas Open                 | Indian Wells       | Statele Unite         | Dură      | 9.035.428         | Bianca Andreescu (2019)     |
| Miami          | Miami Open                       | Miami Gardens      | Statele Unite         | Dură      | 9.035.428         | Ashleigh Barty (2021)       |
| Charleston     | Volvo Car Open                   | Charleston         | Statele Unite         | Zgură     | 565.530           | Madison Keys (2019)         |
| Stuttgart      | Porsche Tennis Grand Prix        | Stuttgart          | Germania              | Zgură     | 886,077           | Petra Kvitová (2019)        |
| Madrid         | Mutua Madrid Open                | Madrid             | Spania                | Zgură     | 7.021.128         | Aryna Sabalenka (2021)      |
| Roma           | Internazionali BNL d'Italia      | Roma               | Italia                | Zgură     | 3.452.538         | Iga Świątek (2021)          |
| Berlin         | Grass Court Championships Berlin | Berlin             | Germania              | Iarbă     | TBD               | TBD (2021)                  |
| Eastbourne     | Nature Valley International      | Eastbourne         | Regatul Unit          | Iarbă     | 998.712           | Karolína Plíšková (2019)    |
| San Jose       | Silicon Valley Classic           | San Jose           | Statele Unite         | Dură      | 799.000           | Zheng Saisai (2019)         |
| Canada         | Rogers Cup                       | Toronto / Montreal | Canada                | Dură      | 2.820.000         | Bianca Andreescu (2019)     |
| Cincinnati     | Western & Southern Open          | Mason              | Statele Unite         | Dură      | 2.874.299         | Victoria Azarenka (2020)    |
| Zhengzhou      | Zhengzhou Open                   | Zhengzhou          | China                 | Dură      | 799.000           | Karolína Plíšková (2019)    |
| Ostrava        | J&T Banka Ostrava Open           | Ostrava            | Republica Cehă        | Dură      | 528.500           | Anett Kontaveit (2021)      |
| Tokyo          | Toray Pan Pacific Open           | Tokyo              | Japonia               | Dură      | 799.000           | Naomi Osaka (2019)          |
| Wuhan          | Dongfeng Motor Wuhan Open        | Wuhan              | China                 | Dură      | 2.746.000         | Aryna Sabalenka (2019)      |
| Beijing        | China Open                       | Beijing            | China                 | Dură      | 8.285.274         | Naomi Osaka (2019)          |
| Moscova        | Kremlin Cup                      | Moscova            | Rusia                 | Dură      | 932.866           | Belinda Bencic (2019)       |